# Hockey Empoli
L'Hockey Empoli è una società di hockey in-line maschile di Empoli (FI), e partecipa al campionato di Serie A1.

## Storia
L'Hockey Empoli nasce nel 2001 quando un gruppo di ragazzi già tesserati con la Polisportiva COOP si dissociano da quest'ultima.

## Palmarès
- Coppa di Lega serie A2 2004-2005 - PRIMI CLASSIFICATI
- Coppa di Lega serie B 2007-2008 - PRIMI CLASSIFICATI
- Campionato Italiano Under20 2009-2010 - SECONDI CLASSIFICATI
- Campionato italiano femminile di hockey in-line 2009-2010 - SECONDI CLASSIFICATI

## Cronistoria
- 2001-02 - serie B conquista la Promozione in A2
- 2002-03 - 4° in serie A2
- 2003-04 - 2° in serie A2
- 2004-05 - 1° in serie A2; conquista la Promozione in A1
- 2005-06 - 4° in serie A1 (usciti ai quarti di finale dei play-off)
- 2006-07 - 4° in serie A1 (usciti ai quarti di finale dei play-off)
- 2007-08 - 4° in serie A1 (usciti ai quarti di finale dei play-off)
- 2008-09 - rinuncia alla A1; in serie B conquista la Promozione in A2.
- 2009-10 - 4° in serie A2
- 2010-11 - in serie A2; promossa in A1
- 2011-12 - 10ª in serie A1
- 2012-13 - 9ª in serie A1